# Amyciaea orientalis
Amyciaea orientalis är en spindelart som beskrevs av Simon 1909. Amyciaea orientalis ingår i släktet Amyciaea och familjen krabbspindlar.
Artens utbredningsområde är Vietnam. Inga underarter finns listade i Catalogue of Life.